# Hohenauer Ignác
Hohenauer Ignác (Pest, 1833. július 10. – Kassa, 1915. szeptember 23.) bölcseleti doktor, hírlapíró, ifjúsági író.

## Élete
Hohenauer Ignác gombkötőmester és Eisele Eleonora fia. Tanulmányait ugyanott a kegyesrendiek főgimnáziumában, a bölcseletet az egyetemen végezte. A pedagógiai pályára lépvén, nevelő volt 1856-1858-ben Justh István szenttornyai birtokos, 1858-1860-ban Salamon-Polochay bárónő, 1860-1875-ben Kazy István nemesoroszi földbirtokos, végül 1875-1878-ban Hadik-Barkóczy Ilona grófnő gyermekei mellett. Időközben 1867-ben bölcseletdoktori oklevelet szerzett. 1878-ban Kassán telepedett le és 1879. január 1-jén a Felvidéki Közlöny szerkesztését vette át, amelyet 1893. július 21-ig neve alatt, 1894 végéig névtelenül szerkesztett. 1895. április 1-től a Kassán megjelenő Pannonia hetilapnak a szerkesztője volt Monfort névvel. 1887-től a kassai királyi konviktusban a szabadkézirajz és festészet magántanáraként működött. 1890-től 1894-ig a kassai főgimnáziumban a francia nyelvet tanította. 1887-től 1893-ig Kassa város törvényhatósági bizottságának volt a tagja.
Cikkei a Természetben (1872. Földünk őstörténelmének rövid vázlata, tekintettel a magyarhoni viszonyokra s 1873-tól 1877-ig több cikk); a Kassa és Vidékében (1878. Tizennégy nap Kreta szigetén Braun Károly naplótöredéke után.) A Szent István Társulat által kiadott Egyetemes Magyar Encyclopaediában (VI-XIII. kötet. Pest, 1868-73 ) az állat-, növény- és ásványtani cikkeket írta H-r jeggyel. A Verédy Károly által szerkesztett Paedogogiai Encyclopaediában (Pest, 1886.) szintén közreműködött. A Sziklay János által szerkesztett Magyarország vármegyéi és városai c. monográfiába a Kassai nevezetes egyének és házak c. cikket írta.

## Művei
- Keresztes vitézek és ötödik László. Pest, 1861.
- Elbeszélések a magyar történetből. Pest, 1863. (2. kiadás. Pest, 1882.)
- A napkeleti regék legszebb gyöngyei. A fiatalság számára Hoffmann Ferencz után átdolgozta. Pest, 1863. Két rész.
- Erzsébet. Tört. beszély. Pest, 1865.
- Magyar királyok és hősök csarnoka. Pest, 1870.
- Des Grafen K(oloman) L(ázár) Rundgang in dem Thiergarten. Für die Jugend deutsch bearbeitet mit 12 colorirten Bildern. Pest, 1870.
- Szkanderbég. Tört. elbeszélés Albania multjából. Pest, 1881. (lfjusági könyvtár I. szerk. H. I.)
- Mária Terézia és a magyarok. Regényes korrajz az ifjuság számára. Bpest, 1883.
- Anna királyné palotahölgyei. Tört. regény Gonzales és Moleri után ford. Kassa, 1884 (Felvidéki Közlöny melléklete.)
- Magyar hősök a tizenhatodik században. Regényes elbeszélések az ifjuság számára. Bpest, (1885.)
- A gyónás titka. Regény. Daudet Ernő után ford. Kassa, 1886.